# Хирзау
Хирзау (на немски: Hirsau) е до 1975 г. самостоятелна община, днес част от окръжния град Калв в северен Шварцвалд, Баден-Вюртемберг, Германия. Хирзау има 2291 жители (през 2017 г.). Намира се на ок. 2 км северно от центъра на град Калв и е въздушен курорт.
През 9 век се създава бенедиктинския манастир Хирзау.

## Kартинна галерия
- Хирзау - Kloster Hirsau